# René Kaës
René Kaës, né le 19 février 1936 à Fameck, est un psychologue, psychanalyste et universitaire français. Il est professeur émérite de psychologie clinique et psychopathologie à l'université Lumière Lyon 2 et s'est particulièrement intéressé à la psychanalyse des groupes.

## Biographie
Après des débuts universitaires dans la psychosociologie et une thèse universitaire en 1966 intitulée « Images de la culture chez les ouvriers français », publiée en 1968, René Kaës s'oriente vers la psychologie sociale et l'approche clinique des groupes restreints, puis vers la psychanalyse groupale. Il soutient une thèse d'État intitulée « Processus groupal et représentations sociales. Études psychanalytiques sur les groupes de formation » dirigée par Didier Anzieu, à l'université Paris X-Nanterre, en 1974. Il est professeur de psychologie clinique et psychopathologie à l'université d'Aix-Marseille, puis à l'université Lumière Lyon 2, où il fonde en 1993 le Centre de recherche en psychopathologie et psychologie clinique (CRPPC EA 653).
Il est psychanalyste, il a participé aux activités du Quatrième Groupe, est membre fondateur du CEFFRAP, Cercle d’études françaises pour la formation et la recherche, aux côtés de Didier Anzieu, en 1962. Il est membre du comité de lecture de la revue Cliniques méditerranéennes.

## Recherches
Ses contributions théoriques originales, notamment sur l'appareil psychique groupal, s'appuient sur l'observation et la pratique des groupes, dans une perspective formative et thérapeutique.
Ses domaines privilégiés de recherche sont la psychanalyse de groupe et les processus psychiques dans les groupes, les processus de formation, les institutions, et l'« analyse transitionnelle », en lien avec les théorisations winnicottiennes. Son travail a souvent amené une réflexion sur l'héritage traumatique.
Les recherches de René Kaës s'inscrivent en continuité de celles de Didier Anzieu sur le groupe. Il a développé des concepts originaux, en lien avec les processus psychiques observés dans les groupes, notamment l'appareil psychique groupal, les chaines associatives groupales, les alliances inconscientes, le complexe fraternel, les fonctions phoriques, la diffraction du transfert au sein des groupes.
René Kaës a étudié les processus psychiques inconscients à l'œuvre dans les institutions, notamment les institutions de soins et les aspects fantasmatiques de la formation.

## Publications (sélection)
- Images de la Culture chez les ouvriers français, Cujas,1968
- (coll.) Crise, rupture et dépassement, Dunod, 1979  (ISBN 2-10-005600-X)
- L'appareil psychique groupal, Dunod, 1976  (ISBN 978-2-10-054381-6)
- Le groupe et le sujet du groupe, Dunod, 1993  (ISBN 2-10-001196-0)
- La parole et le lien. Associativité et travail psychique dans les groupes, Dunod, 1994  (ISBN 978-2-10-054952-8)
- Les théories psychanalytiques du groupe, PUF, 1999  (ISBN 978-2-13-062984-9)
- Un singulier pluriel. La psychanalyse à l'épreuve du groupe, Dunod, 2007  (ISBN 978-2-10-056634-1)
- - Le complexe fraternel, Dunod, 2008  (ISBN 978-2-10-051832-6)
- Les alliances inconscientes, Dunod, 2009  (ISBN 978-2-10-052754-0)
- (coll.) Souffrance et psychopathologie des liens institutionnels, Dunod, 1996.
- L'institution et les institutions: Études psychanalytiques, Dunod, 2003  (ISBN 2-10-007142-4)
- (coll.) L’Institution en héritage. Mythes de fondation, transmissions, transformations, Dunod, 2008  (ISBN 2-10-051704-X)
- (coll.) Fantasme et formation, Dunod, 2007  (ISBN 2-10-050833-4)
- Les voies de la psyché. Hommage à Didier Anzieu, Dunod, 2000
- (dir.) Didier Anzieu : Le travail de l'Inconscient, Dunod
- Le malêtre, Dunod, 2012  (ISBN 978-2-10-058182-5)
- L'extension de la psychanalyse. Pour une métapsychologie de troisième type, Dunod  (ISBN 978-2-10-072442-0)